# Schnellkampfgeschwader 10
A Schnellkampfgeschwader 10 foi uma unidade de ataque ao solo da Luftwaffe que atuou durante a Segunda Guerra Mundial tendo permanecido por menos de um ano em operação.

## Geschwaderkommodoren
| Comandante              | Data                                        |
| ----------------------- | ------------------------------------------- |
| Major Günther Tonne     | Dezembro de 1942 - 15 de Julho de 1943      |
| Major Helmut Viedebannt | Julho de 1943                               |
| Major Heinz Schumann    | 16 de Julho de 1943 - 18 de Outubro de 1943 |

## Stab
O Stab foi formado no dia 1 de Dezembro de 1942 em St. André. No dia 18 de Outubro de 1943 foi redesignado Stab/SG 10.

## I. Gruppe

### Gruppenkommandeure
- Hptm Wilhelm Schürmann,? - 13 de Maio de 1943
- Hptm Heinrich Brücker, 13 de Maio de 1943 - 5 de Junho de 1943
- Hptm Edmund Kraus, 5 de Junho de 1943 - 30 de Julho de 1943
- Hptm Wolrad Gerlach, 30 de Julho de 1943 - 1 de Outubro de 1943
- Hptm Kurt Dahlmann, 1 de Outubro de 1943 - 20 de Outubro de 1944

Foi formado no dia 1 de Dezembro de 1942 em St. André com:
- Stab I./SKG10 novo
- 1./SKG10 novo
- 2./SKG10 novo
- 3./SKG10 novo

Operou desde o dia 30 de Junho de 1944 até 20 de Outubro de 1944 como sendo o III./Kampfgeschwader 51, mas nã chegou a ser oficialmente renomeado III./KG51:
- Stab I./SKG10 se tornou Stab III./KG51
- 1./SKG10 se tornou 7./KG51
- 2./SKG10 se tornou 8./KG51
- 3./SKG10 se tornou 9./KG51

## Gruppenkommandeure
- Hptm Heinz Schumann,? - 10 de Abril de 1943
- Maj Helmut Viedebantt, 17 de Maio de 1943 - Julho de 1943
- Hptm Hanns-Jobst Hauenschild, Agosto de 1943 - 18 de Outubro de 1943

Foi formado no dia 28 de Dezembro de 1942 em Caen-Carpiquet com:
- Stab II./SKG10 novo
- 4./SKG10 novo
- 5./SKG10 novo
- 6./SKG10 novo

No dia 18 de Outubro de 1943 foi redesignado II./SG 4:
- Stab II./SKG10 se tornou Stab II./SG4
- 4./SKG10 se tornou 4./SG4
- 5./SKG10 se tornou 5./SG4
- 6./SKG10 se tornou 6./SG4

- Hptm Hans-Jobst Hauenschild, Dezembro de 1942 - Fevereiro de 1943
- Hptm Fritz Schröter, Fevereiro de 1943 - 18 de Outubro de 1943

Foi formado no dia 15 de Dezembro de 1942 em Sidi Ahmed a partir do III./ZG 2 com:
- Stab III./SKG10 a partir do Stab III./ZG2
- 7./SKG10 a partir do 7./ZG2
- 8./SKG10 a partir do 8./ZG2
- 9./SKG10 a partir do 9./ZG2

No dia 18 de Outubro de 1943 foi redesignado III./SG 4:
- Stab III./SKG10 se tornou Stab III./SG4
- 7./SKG10 se tornou 7./SG4
- 8./SKG10 se tornou 8./SG4
- 9./SKG10 se tornou 9./SG4

## IV. Gruppe

### Gruppenkommandeure
- Hptm Götz Baumann, 10 de Abril de 1943 - 13 de Maio de 1943
- Maj Heinz Schumann, 13 de Maio de 1943 - 16 de Julho de 1943
- Hptm Götz Baumann(?), Julho de 1943 - Outubro de 1943

Foi formado no dia 10 de Abril de 1943 em Cognac a partir do 10./JG 2 e 10./JG 54 com:
- Stab IV./SKG10 novo
- 10./SKG10 novo
- 11./SKG10 novo
- 12./SKG10 novo
- 13./SKG10 a partir do 10.(Jabo)/JG2
- 14./SKG10 a partir do 10.(Jabo)/JG54

Aparentemente o 13. e 14./SKG10 foram dispensados e seus soldados divididos entre os outros 3 staffeln.
No dia 18 de Outubro de 1943 foi redesignado II./SG 10.
- Stab IV./SKG10 became Stab II./SG10
- 10./SKG10 became 4./SG10
- 11./SKG10 became 5./SG10
- 12./SKG10 became 6./SG10

## Ergänzungsstaffel

### Staffelkapitäne
- Hptm Lothar Krutein, 20 de Abril de 1943 - Setembro de 1943

Formado no mês de Novembro de 1942 em Cognac. No mês de Setembro de 1943 foi redesignado 3./Erg.Schlachtgruppe.